# Indochina
Indochina o península de Indochina es la parte continental del Sudeste Asiático, y está situada al este de India y sur de China. Comprende el territorio de los actuales países de Camboya, Vietnam, Laos, Birmania y Tailandia. Si bien la parte continental de Malasia está geográficamente unida a Indochina (ocupando la península de Malaca), no se considera parte de ella por razones históricas y culturales. En un sentido más estricto, solo se denomina Indochina a los territorios que fueron colonias francesas de Asia, —la Indochina francesa—, constituida por: Laos, Camboya, Annam, Tonkín y Cochinchina. Está ubicada aproximadamente entre los 25° de latitud norte y la línea del ecuador, y los 90° de longitud este y los 110° de longitud este.

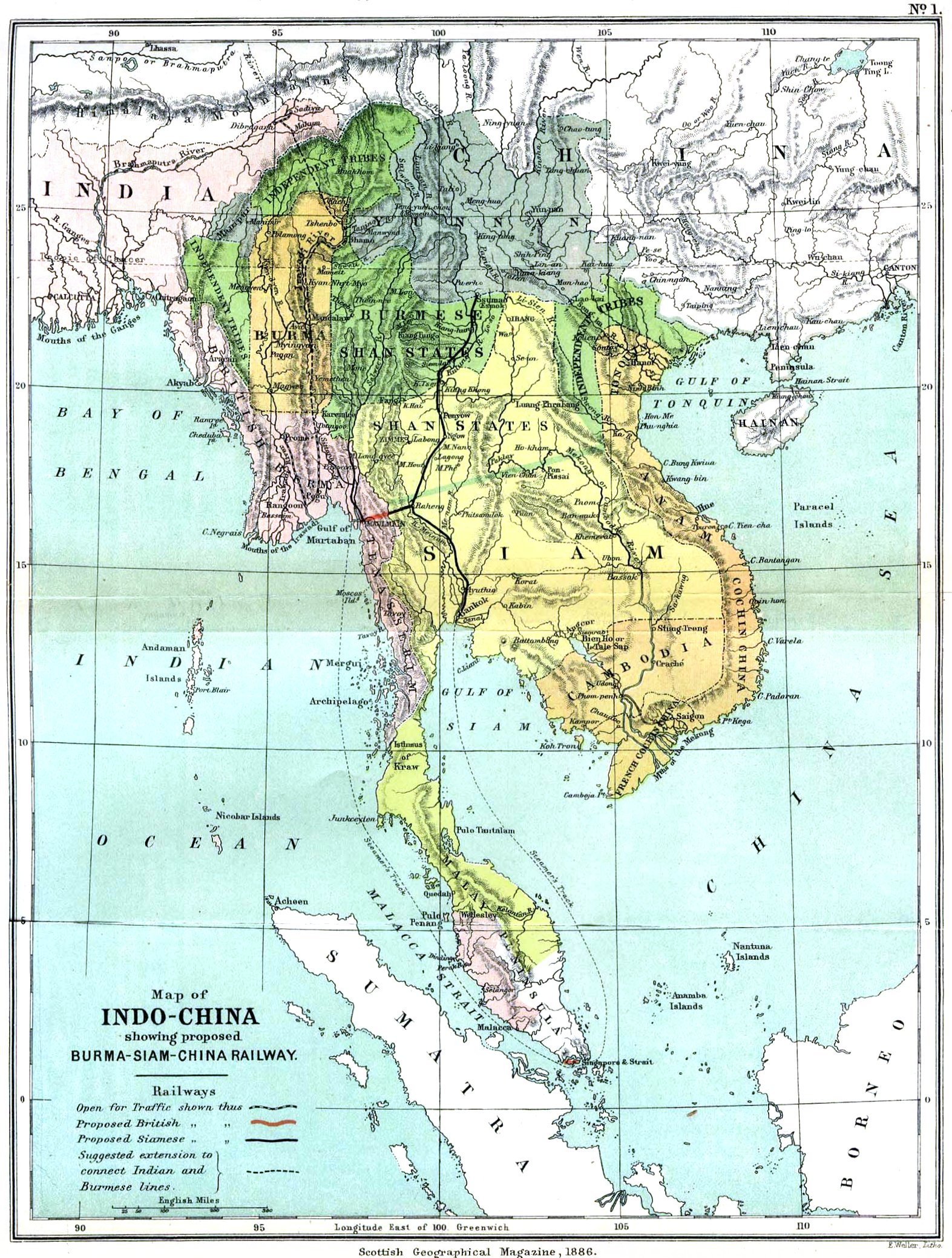
Mapa de Indochina de 1886.

Limita, al norte, con los montes de Assam, la meseta de Yun-yaya y los montes de Kwang-si; al este, con la provincia de Kwang-si (Cantón), el golfo de Tonkín, el mar de la China Meridional, el golfo de Siam y el estrecho de Malaca; y, al oeste, con el golfo de Martaban y el golfo de Bengala.
Las principales montañas son las de Assam (la montaña Azul, de 2170 m), y las Arakan-Yoma, entre los ríos Brahmaputra e Irawadi; las Shañ-Yoma, que se elevan a unos de 3200 m, entre el Irawadi y el Salween; y las montañas Tanen-taung-gyi, entre el Mekong y el Salwin (Lai-pang-ngoun, 2460 m de altura).

## Terminología
El término Indochina se suele atribuir conjuntamente al geógrafo danés-francés Conrad Malte-Brun, quien se refirió al área como indios-de-china en 1804, y al lingüista escocés John Leyden, quien usó el término Indo-Chinese para describir a los habitantes de la zona y sus idiomas en 1808. Actualmente se suele usar como sinónimo Mainland Southeast Asia (Sudeste Asiático Continental) en la bibliografía en inglés.

## Historia
En tiempos remotos esta zona fue poblada por dos corrientes migratorias, una venida del norte de la India vía Siam (Tailandia), tribus de indios que ocuparon las zonas conocidas hoy como Laos, Camboya, Siam, Cochinchina, y Annam Central y del sur.

La segunda de estas corrientes corresponde a los mongoles, provenientes del sur de China, que se establecieron en Tote-king y que se trasladaron más tarde más hacia el sur, ocupando el norte de Annam, fundando el Imperio Annamita. Estos annamitas fueron entremezclándose con los habitantes anteriores hasta que los absorbieron por completo.
La dinastía china gobernó a Annam como vasallos del Imperio Celestial hasta 257 a. C. De 257-110 a. C. el Imperio Annamita fue gobernado por dos dinastías nativas, ambas feudales a China.

Pero desde 110 a. C. hasta 930 d. C, China ocupó Annam y fue administrada por gobernadores chinos, excepto por la dominación de dos efímeras dinastías locales.

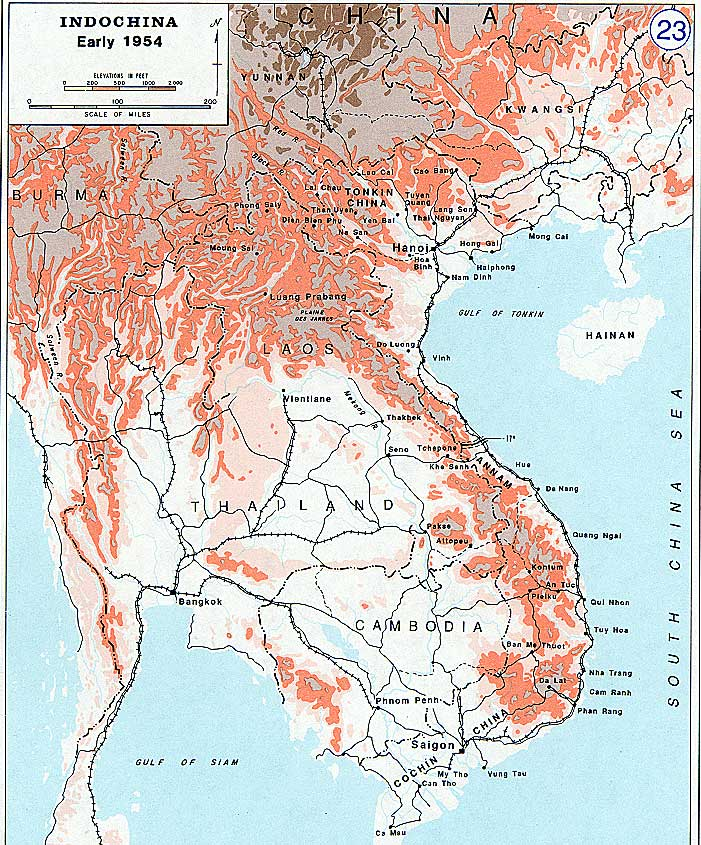
Península Indochina.

Estos territorios también estuvieron gobernados por la dinastía de los Jemer, pero, según archivos chinos, fueron sus vasallos hasta 1296.
Una segunda indicación de la decadencia Jemer fue el establecimiento del Reino de los Ciampas en el sur y centro de Annam. En este período, la influencia Annamita fue fuertemente resistida por Jemer y Ciampas, más luego unieron fuerzas para luchar contra el rey de Camboya quien fue derrotado por esta unión en 1658, convirtiéndole en su vasallo.

Esto provocó la guerra civil en el territorio de Camboya, que llevó a la intervención de Annam en 1675, estableciendo un rey vasallo en Odong y otro en Saigón.

Una nueva revuelta en la zona en 1689 permitió que Annam estableciera gobernantes propios en nuevas regiones, pertenecientes a la familia Nguyen.
En las últimas décadas del siglo XVIII se produjo una gran insurrección provocada por Tay Shon Thong Tac (la Guerra de las Grandes Montañas del Oeste). Esta rebelión obligó a refugiarse en China al último de los miembros de la familia Nguyen; pero posteriormente, el heredero, Nguyen-an, logró ayuda francesa y tomó a Saigón en 1789 y a Hué en 1801. En 1802 entró en Ke-so (Hanói) la capital de Tote-king, y se declaró a sí mismo Emperador bajo el nombre de Gia-long.
Con todos los territorios de Indochina, excepto Laos, Gia-long dedicó toda su energía a ordenar el país. A él debe la península un gran número de canales y caminos, especialmente un gran camino que comienza en Saigón, atraviesa Annam y Tote-king, pasando a través de Hué y Hanói, terminando en Lang-song, en la frontera con China. En 1820 Minh-mang sucedió a su padre Gia-long, pero este odiaba notablemente a los europeos. Durante su reinado (1820-1841), Siam arrebató Camboya a Annam, lo que provocó la intervención francesa.

### Indochina, colonia francesa

Indochina Francesa y sus subdivisiones.

Los franceses tomaron Saigón y sus alrededores en 1859, Camboya en 1863, la Cochinchina en 1867, Annam y Tonkín en 1883 y finalmente Laos, estableciendo una de las colonias de Francia.
La Indochina francesa se formó en octubre de 1887 con Annam, Tonkín, Cochinchina, y la República Jemer; Laos se agregó en 1893. La federación duró hasta 1954. La capital de Indochina era Hanói. Cada territorio mantuvo nominalmente cierta autonomía al tener a su frente a distintos monarcas, aunque el poder real estuviera en manos de las autoridades francesas.
En septiembre de 1940, durante la Segunda Guerra Mundial, la Francia derrotada por el III Reich sufrió la ocupación del territorio por Japón tras una breve resistencia de las tropas francesas allí estacionadas. Esto permitió al Japón un acceso a China por el sur en la segunda guerra sino-japonesa, contra las fuerzas de Chiang Kai-shek (véase Ocupación japonesa de Indochina). Adicionalmente, esto también era parte de la estrategia del Japón para la dominación del océano Pacífico. Los japoneses mantuvieron la burocracia francesa en Indochina.
Después de la guerra, Francia procuró reafirmarse en el país, pero llegó el conflicto con el Viet Minh, una organización de nacionalistas comunistas vietnamita bajo el mando de Hồ Chí Minh, quien había sido educado en Francia. Durante la Segunda Guerra Mundial, los Estados Unidos habían apoyado al Viet Minh en su resistencia contra los japoneses. Después de persuadir al Emperador Bao Dai para que abdicara en su favor, el 2 de septiembre de 1945, Hồ Chí Minh —como presidente— declara la independencia para la República Democrática de Vietnam. Pero antes de finales de septiembre, una fuerza británica, francesa e hindú, restauraron el control francés. Comenzaron entonces amargas luchas. En 1950, Hồ Chí Minh declara otra vez la independencia de la República Democrática de Vietnam, que fue reconocida por los gobiernos comunistas de China y de la Unión Soviética.
La lucha duró hasta marzo de 1954, cuando el Viet Minh tuvo una victoria decisiva contra las fuerzas francesas en la batalla de Dien Bien Phu. Esto condujo a la partición de Vietnam en dos países: el norte, bajo el control de Viet Minh, y el sur, que se llamó República de Vietnam (más conocido como "Vietnam del Sur") y que contaba con el apoyo de los Estados Unidos, Francia y el Reino Unido. Los acontecimientos de 1954 también marcaron el final de la dominación francesa en la región, y el principio del creciente compromiso de los Estados Unidos con Vietnam del Sur que condujo a la guerra de Vietnam.
La separación fue convenida en la Conferencia de Ginebra. Fue en esta conferencia que Francia abandonó cualquier intención de reclamo del territorio en la península de Indochina.

## Demografía
Se estima que la población de la península superó los 258 millones de personas para el año 2016, residiendo mayoritariamente en Vietnam, Tailandia y Birmania, que tienen, respectivamente, 91.519.289, 65.493.298 y 51.486.253 de habitantes. El resto de la población está distribuida entre Camboya (15.957.223 de personas), Laos (6.677.534)

### Idiomas
Todas estas naciones tienen principalmente dos idiomas: el idioma propio de la nación que sea y el idioma comercial, ya sea el francés o el inglés, debido a que la mayor parte de Indochina perteneció a Francia (1884-1954), salvo Malasia y Singapur, que fueron británicas (1963-1965). Las lenguas de la península están integradas, principalmente, en seis familias lingüísticas diferentes. Por un lado están las familias "importadas" por la colonización europea, la romance (a la que pertenece el francés), y la germánica (a la que pertenece el inglés). Por el otro están las diferentes familias lingüísticas nativas: La familia sino-tibetana (a la que pertenecen el birmano y el chino mandarín (principal lengua hablada en Singapur), las cuales son parte de las subfamilias tibetano-birmano y sinítica, respectivamente), la tai-kadai (a la que pertenecen principalmente el tailandés y el laosiano), la austroasiática (a la que pertenecen el camboyano y el vietnamita). Huelga decir que estas familias lingüísticas no han estado exentas de influencias entre sí, debido a la vecindad geográfica existente entre ellas. Así, el camboyano influyó en las lenguas tai-Kadai y viceversa.

## Religión
Más del 90 por ciento de la población son de la religión budista de las ramas Theravāda, Animismo y Mahāyāna, principalmente.
Entre el 3 y el 4 % de la población de Indochina son cristianos católicos debido a tantos años que perteneció Indochina a Francia (1854-1954)

## Evolución demográfica
Se basa en cálculos de historiadores por ende de la población de toda la península, son cifras aproximadas y no definitivas. Son del historiador Angus Manddison en el libro "The world economy". 
Habitantes:
- Año 0: 7 000 000.
- Año 1000: 11 000 000.
- Año 1500: 19 000 000.
- Año 1600: 22 000 000.
- Año 1700: 25 000 000.
- Año 1820: 33 000 000.

(Actual (2022): 242 000 000. aproximadamente; entre Camboya, Vietnam, Laos, Birmania y Tailandia)

## Cultura

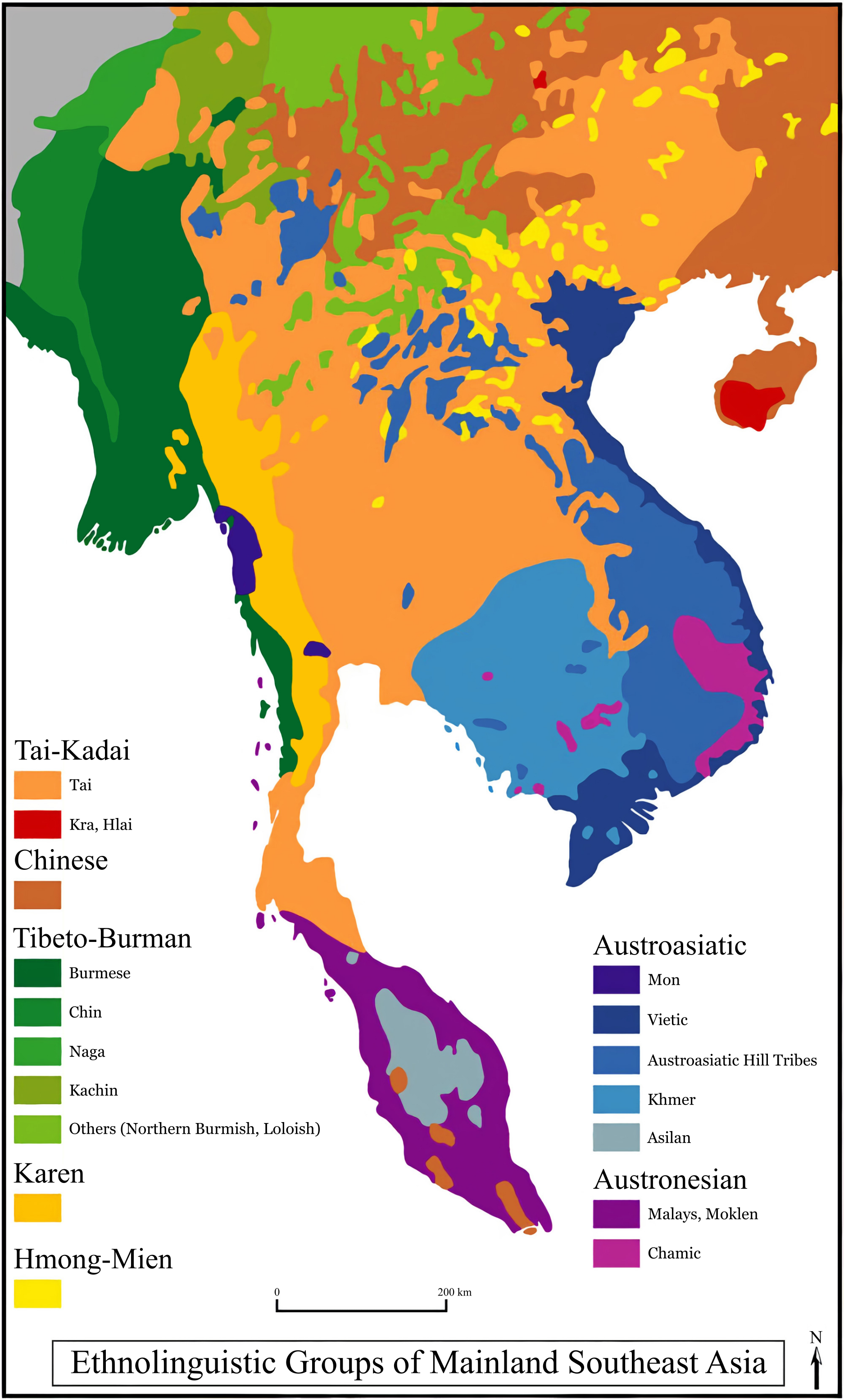
Grupos etnolingüísticos del sudeste asiático continental.

El Sudeste Asiático continental contrasta con el Sudeste Asiático marítimo, principalmente por la división de los estilos de vida basados en gran medida en la tierra en Indochina y los estilos de vida basados en el mar del archipiélago indonesio y el archipiélago filipino, así como la línea divisoria entre las Austroasiáticas, Tai-Kadai y lenguas sino-tibetanas (habladas en el Sudeste Asiático continental) y las Austronesias (habladas en el Sudeste Asiático marítimo). Las lenguas del continente forman el área lingüística del Sudeste Asiático continental: aunque pertenecen a varias familias lingüísticas independientes, han convergido a lo largo de la historia y comparten una serie de similitudes tipológicas. Los países del sudeste asiático continental recibieron influencias culturales tanto de la India como de China en distintos grados. Camboya, Laos, Myanmar y Tailandia están influenciados por la cultura india, sólo Vietnam está influenciado por la cultura china pero todavía tiene influencias menores de la India, en gran parte a través de la civilización Champa que Vietnam conquistó durante su expansión hacia el sur.
En general, el sudeste asiático continental es predominantemente budista   con poblaciones minoritarias musulmanes e hinduistas.